# 宁施韦勒
宁施韦勒是德国莱茵兰-普法尔茨州的一个市镇。总面积9.99平方公里，总人口743人，其中男性361人，女性382人（2011年12月31日），人口密度74人/平方公里。